# Ayesha McGowan
Ayesha Rosena Anna McGowan (* 2. April 1987 in Atlanta) ist eine US-amerikanische Radsportlerin.

## Sportlicher Werdegang
Ayesha McGowan betrieb zunächst Leichtathletik, was sie aber wegen einer Knieverletzung aufgeben musste. Als sie täglich zum Berklee College of Music in Boston pendeln musste, fuhr sie diese Strecke auf einem alten Fahrrad ihrer Eltern, das sie im Keller gefunden hatte und auf dem noch ein Kindersitz montiert war. Nach ihrem Abschluss 2010 zog sie nach Brooklyn, wo sie fünf Jahre lang als Kindergärtnerin arbeitete und privaten Musikunterricht gab. Zudem begann sie, regelmäßig an Radtouren teilzunehmen. 2018 startete sie bei den nationalen Straßenmeisterschaften, konnte das Straßenrennen aber nicht beenden, und nahm am Joe Martin Stage Race sowie am Colorado Classic teil.
McGowan wollte erste Afroamerikanerin in einem professionellen Straßenradteam werden. 2021 erreichte sie dieses Ziel, als sie einen Vertrag als Stagiaire bei Liv Racing erhielt.

## Diverses
McGowan setzt sich aktiv für mehr Vielfalt und Inklusion im Radsport ein, insbesondere für Frauen und ethnische Minderheiten, und betreibt den Blog A Quick Brown Fox.